# Walton Hills
Walton Hills és una població dels Estats Units a l'estat d'Ohio. Segons el cens del 2000 tenia 2.400 habitants.

## Demografia
Segons el cens del 2000, Walton Hills tenia 2.400 habitants, 903 habitatges, i 720 famílies. La densitat de població era de 134,7 habitants/km².
Dels 903 habitatges en un 21,5% hi vivien nens de menys de 18 anys, en un 69,9% hi vivien parelles casades, en un 7% dones solteres, i en un 20,2% no eren unitats familiars. En el 16,8% dels habitatges hi vivien persones soles el 10% de les quals corresponia a persones de 65 anys o més que vivien soles. El nombre mitjà de persones vivint en cada habitatge era de 2,53 i el nombre mitjà de persones que vivien en cada família era de 2,85.
Per edats la població es repartia de la següent manera: un 17% tenia menys de 18 anys, un 5,8% entre 18 i 24, un 21,7% entre 25 i 44, un 29% de 45 a 60 i un 26,5% 65 anys o més.
L'edat mediana era de 48 anys. Per cada 100 dones de 18 o més anys hi havia 88,3 homes.
La renda mediana per habitatge era de 62.321 $ i la renda mediana per família de 67.537 $. Els homes tenien una renda mediana de 41.900 $ mentre que les dones 27.841 $. La renda per capita de la població era de 26.405 $. Aproximadament l'1,1% de les famílies i el 2,1% de la població estaven per davall del llindar de pobresa.

## Poblacions més properes
El següent diagrama mostra les poblacions més properes.